# Menceyato de Tegueste

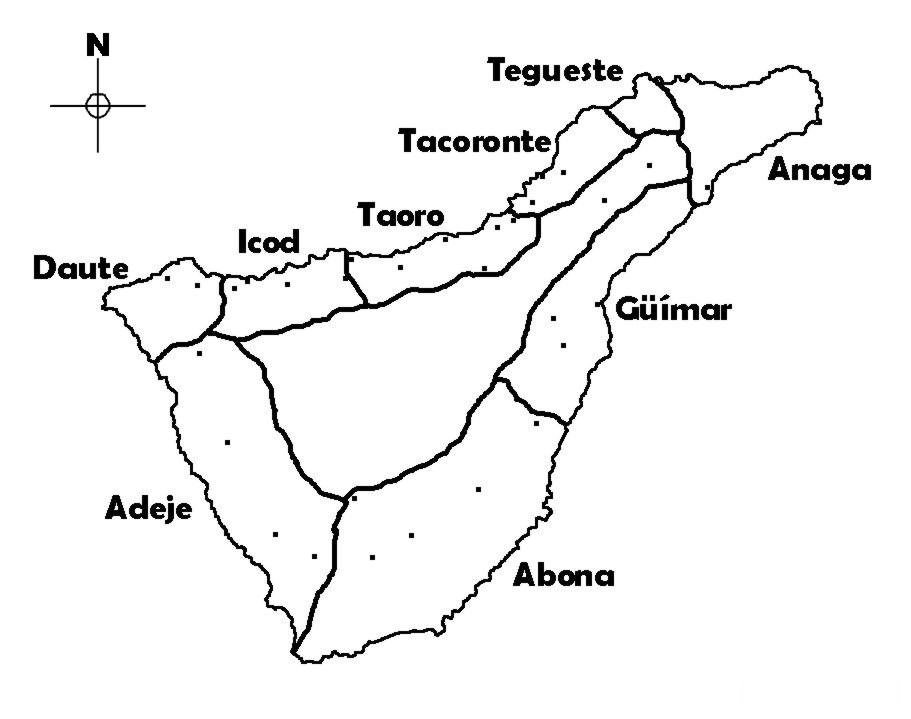
Menceyatos de Tenerife

Le Menceyato de Tegueste était l'une des neuf collectivités territoriales des Guanches de l'île de Tenerife, aux îles Canaries, au moment de la conquête par la Couronne de Castille au XVe siècle.
Ce royaume guanche était situé au nord-est de l'île et occupait les communes de Tegueste et une partie de San Cristóbal de La Laguna.
Ses mencey bien connus (roi guanches) furent Tegueste I, Tegueste II et Teguaco.

## Note
1. ↑  Conquista y antiguedades de las islas de la Gran Canaria y su descripción, con muchas advertencias de sus privilegios, conquistadores, pobladores, y otras particularidades en la muy poderosa isla de Tenerife  (Trad.Spa :"La conquista e i reperti delle isole Gran Canaria con la loro descrizione, sui privilegi, i conquistatori, i coloni, e altre caratteristiche della potente isola di Tenerife")